# Wildnörderer
Der Wildnörderer ist ein 3015 m hoher Berg in den Nauderer Bergen, einem Teil der Ötztaler Alpen in Tirol. Er bildet den nordöstlichen Eckpunkt des von der Nauderer Hennesiglspitze nordwärts ziehenden Kamms. Über dem nördlich liegenden Radurschltal ragt der Berg steil auf.
Der leichteste Anstieg umrundet ausgehend vom Hohenzollernhaus den Berg im Osten. Zunächst führt der Weg an der Zollhütte vorbei und steigt dann westwärts empor durch das Bergltal. Bis zur Scharte zwischen Wildnörderer und Brunnenwandspitze ist der Weg markiert. Von dort geht es weglos in nördlicher Richtung über steiles Schrofengelände, wobei der Anstieg in der östlichen Flanke unterhalb des Grates erfolgt. Der letzte Teil des Anstieges verlangt Trittsicherheit.